# Gabinete Salmond I

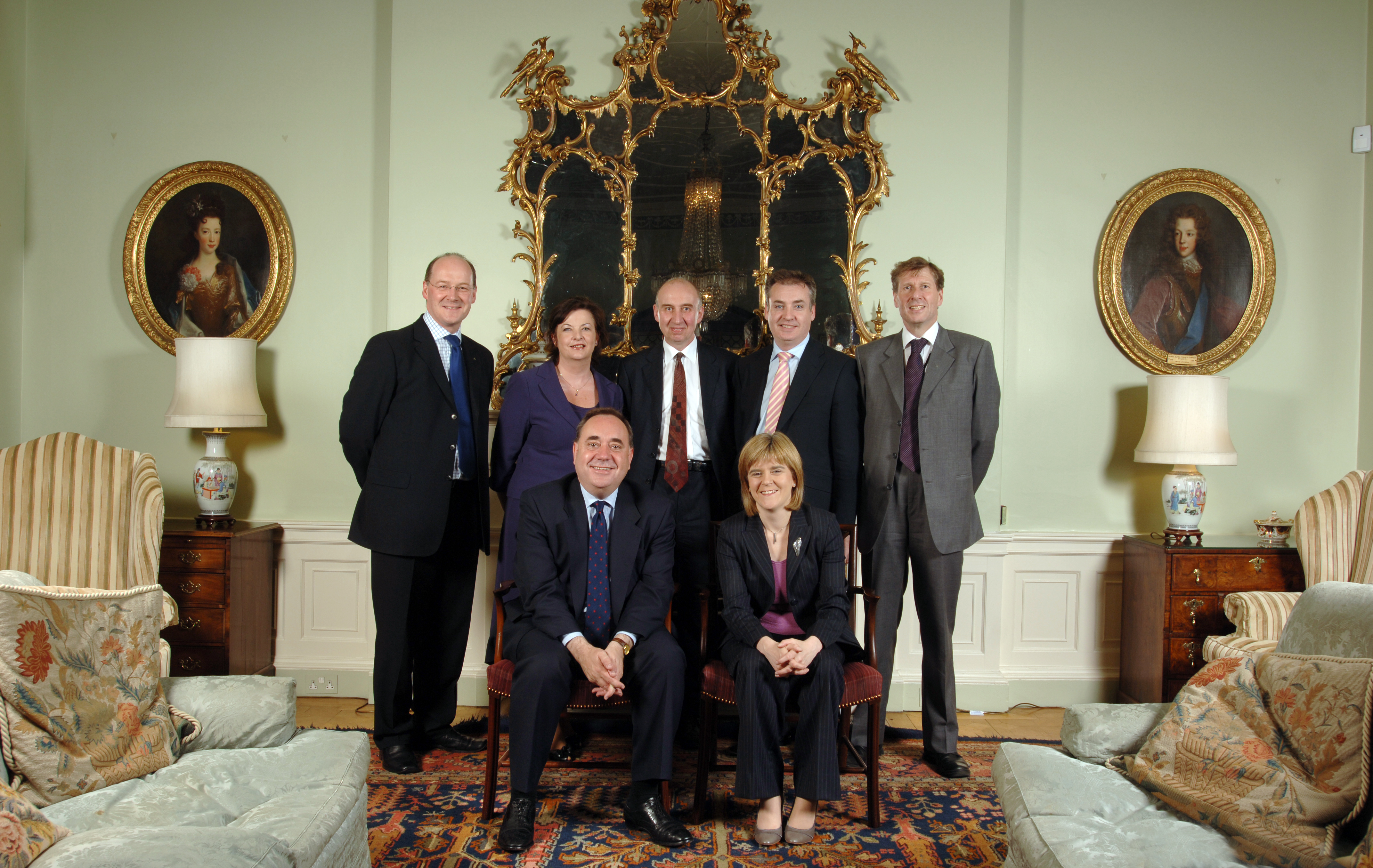
El gabinete al completo de Alex Salmond

El Gabinete Salmond I, que prestó juramento el 17 de mayo de 2007 al comienzo de la tercera legislatura del parlamento escocés, fue un gobierno minoritario del SNP. Habiendo ganado el mayor número de escaños en las elecciones generales, el SNP buscó formar una coalición con los Liberal Demócratas escoceses pero estas conversaciones fracasaron. Este gabinete sucedió al Gabinete McConnell II.

## Apoyo parlamentario
| Cámara             | Candidato    | Fecha                                       | Voto |    |    |    |    |   | Ind. | Total  |
| ------------------ | ------------ | ------------------------------------------- | ---- | -- | -- | -- | -- | - | ---- | ------ |
| Parlamento Escocés | Alex Salmond | 16 de mayo de 2007 Mayoría simple requerida | Sí   | 47 |    |    |    | 2 |      | 49/129 |
| Parlamento Escocés | Alex Salmond | 16 de mayo de 2007 Mayoría simple requerida | No   |    | 46 |    |    |   | 1    | 47/129 |
| Parlamento Escocés | Alex Salmond | 16 de mayo de 2007 Mayoría simple requerida | Abs. |    |    | 17 | 16 |   |      | 33/129 |

## Composición
| Partido político                                         | Partido político                             | Partido Nacional Escocés                                      |       |       |
| Partido político                                         | Partido político                             | Independiente                                                 |       |       |
| Nombre                                                   | Nombre                                       | Cargo                                                         | Cargo | Ref.  |
| Ministra Principal de Escocia                            |                                              |                                                               |       |       |
| Alex Salmond 17 de mayo de 2007 - 19 de mayo de 2011     |                                              | Ministro Principal de Escocia                                 |       | [ 1 ] |
| Viceministro Principal de Escocia                        |                                              |                                                               |       |       |
| Nicola Sturgeon 17 de mayo de 2007 - 19 de mayo de 2011  |                                              | Viceministro Principal de Escocia                             |       | [ 1 ] |
| Nicola Sturgeon 17 de mayo de 2007 - 19 de mayo de 2011  | Secretaria del Gabinete de Salud y Bienestar |                                                               |       | [ 1 ] |
| Ministros                                                |                                              |                                                               |       |       |
| John Swinney 17 de mayo de 2007 - 19 de mayo de 2011     |                                              | Secretario del Gabinete de Finanzas y Crecimiento Sostenible  |       | [ 1 ] |
| Michael Russell 17 de mayo de 2007 - 19 de mayo de 2011  |                                              | Secretario del Gabinete de Educación y Aprendizaje Permanente |       | [ 1 ] |
| Kenny MacAskill 17 de mayo de 2007 - 19 de mayo de 2011  |                                              | Secretario del Gabinete de Justicia                           |       | [ 1 ] |
| Richard Lochhead 17 de mayo de 2007 - 19 de mayo de 2011 |                                              | Secretario del Gabinete de Medio Rural y Medio Ambiente       |       | [ 1 ] |
| También asisten al Gabinete                              |                                              |                                                               |       |       |
| Peter Housden 17 de mayo de 2007 - 19 de mayo de 2011    |                                              | Secretario Permanente                                         |       | [ 1 ] |
| Bruce Crawford 17 de mayo de 2007 - 19 de mayo de 2011   |                                              | Ministro de Asuntos Parlamentarios                            |       | [ 1 ] |
| Elish Angiolini 17 de mayo de 2007 - 19 de mayo de 2011  |                                              | Lord Advocate                                                 |       | [ 1 ] |